# Phường 11, Bình Thạnh
Phường 11 là một phường thuộc quận Bình Thạnh, Thành phố Hồ Chí Minh, Việt Nam.
Phường 11 có diện tích 0,77 km², dân số năm 2021 là 30.352 người,  mật độ dân số đạt 39.418 người/km².